# Eisenbahnunfall von Wenzhou
Der Eisenbahnunfall von Wenzhou war ein Auffahrunfall, bei dem am 23. Juli 2011 zwei Hochgeschwindigkeitszüge nach einer Signalstörung auf einem Viadukt in einem Vorort von Wenzhou in der Volksrepublik China zusammenstießen. 40 Menschen starben, mehr als 210 wurden verletzt. Dies war der erste Unfall mit einem Hochgeschwindigkeitszug in China, bei dem Menschen ums Leben kamen.

## Ausgangslage

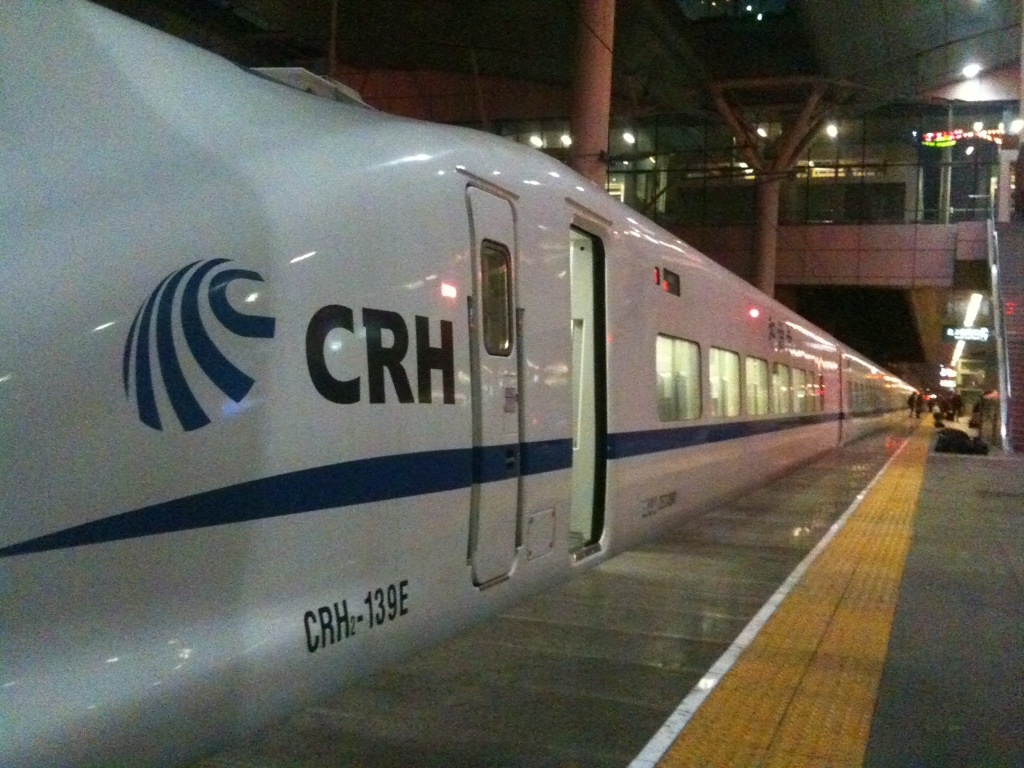
Der Hochgeschwindigkeitszug CRH2-139E, der als D 301 auf den D 3115 auffuhr und dabei zerstört wurde (Aufnahme vom Februar 2011)

Der Unfall ereignete sich auf der Hochgeschwindigkeitsstrecke Hangzhou–Shenzhen, auf der als Zugsicherungssystem das Chinese Train Control System verwendet wird.
Voraus fuhr der Zug D 3115, der aus der Garnitur CRH1-046B der China Railways bestand und 1072 Reisende an Bord hatte. Ihm folgte unmittelbar D 301, welcher Triebwagen CRH2-139E war, in dem 558 Fahrgäste reisten. D 3115 kam zum Halten. Grund dafür war ein Blitzeinschlag in eine Signaleinrichtung.

## Unfallhergang
Die durch Blitzschlag gestörte Signaleinrichtung löste bei dem ersten Zug, D 3115, eine Zwangsbremsung aus, meldete aber gleichzeitig im Sicherungssystem, dass der Abschnitt, in dem der Zug nun stand, frei von Eisenbahnfahrzeugen sei. Der Lokomotivführer des Zuges versuchte, die Sicherungstechnik, die die Zwangsbremsung ausgelöst hatte, zu überbrücken, was ihm nach sieben Minuten auch gelang. Er setzte den Zug wieder in Bewegung. Erst als dieser den nächsten Blockabschnitt erreichte, der ordnungsgemäß funktionierte, bemerkte der Fahrdienstleiter, dass die Strecke vor dem folgenden D 301 offensichtlich nicht frei war. Er warnte den Lokführer des D 301 noch, vorsichtig zu sein, als es um 20:34 Uhr auf einem Viadukt zu dem Zusammenstoß kam. Der D 301 fuhr zum Unfallzeitpunkt mit einer Geschwindigkeit von knapp 100 km/h. Die hinteren Wagen des D 3115 und die ersten des D 301 entgleisten. Dabei stürzten vier Wagen von dem Viadukt ab.

## Folgen
40 Menschen starben und mehr als 210 wurden verletzt. Es dauerte 21 Stunden, bis der letzte Verletzte aus den Trümmern geborgen war. Schon kurz darauf wurde die Untersuchung der Unfallstelle abgebrochen und die abgestürzten Waggons an Ort und Stelle zerlegt, das erste Fahrzeug des D 301 sogar, bevor es untersucht worden war. Der öffentlichen Kritik und dem Verdacht, dass hier Beweismittel beseitigt werden sollten, wurde von offizieller Seite mit Zensur begegnet, der die Medien aber nur teilweise folgten. Zudem waren die offiziellen Reaktionen auf den Unfall zunächst widersprüchlich. Das offizielle Untersuchungsergebnis lag im Dezember 2011 vor und stellte fest, dass konzeptionelle Fehler im Signalsystem, Fehlverhalten der für die Sicherheit Verantwortlichen – der Bericht benennt 54 Verantwortliche, darunter der damals amtierende chinesische Verkehrsminister Liu Zhijun – und andere Mängel dazu geführt hatten, dass dem nachfolgenden Zug nicht „Halt“ geboten wurde, als der vorausfahrende Zug liegen blieb. Der Bericht blieb aber in technischen Details so vage, dass sich letztlich nicht erschließt, wie es zu diesem Versagen der Eisenbahninfrastruktur, die die Zugsicherung sicherstellen sollte, kommen konnte.
Die Tatsache, dass in den Unfall Züge des Hochgeschwindigkeitsverkehrs verwickelt waren und dass er sich auf einer Hochgeschwindigkeitsstrecke ereignete, spielte bei dem Unfallgeschehen keine Rolle. Beide Züge fuhren mit weniger als 100 km/h. Gleichwohl führte der Unfall zu einem vorübergehenden Stopp des Baus neuer Hochgeschwindigkeitsstrecken in China und ließ die Zahl der Reisenden vorübergehend so erheblich zurückgehen, dass die Chinesische Staatsbahn darauf mit einer 5%igen Senkung der Fahrpreise reagierte.